# Otto Haupt (Fußballspieler)
Otto Haupt (* 1. Dezember 1884; † unbekannt) war ein deutscher Fußballspieler.

## Karriere
Haupt gehörte dem BFC Hertha 92 von 1899 bis 1908 an. Mit seinem zwei Jahre älteren Bruder Richard, mit dem er gemeinsam im Verein begann, gewann er am Saisonende 1905/06 mit der Berliner Meisterschaft seinen einzigen Titel. Mit diesem Erfolg war er mit seinem Verein auch als Teilnehmer an der Endrunde um die Deutsche Meisterschaft qualifiziert. Über das am 29. April 1906 in Dresden gegen den SC Schlesien Breslau mit 7:1 gewonnene Viertelfinale – unter anderem mit dem zweiten Brüderpaar der Herthaner, Julius und Max Haase – erreichte er das am 6. Mai 1906 in Berlin angesetzte Halbfinale. In einem eng umkämpften Spiel gegen den VfB Leipzig – gegen den sein Bruder das Tor zum 2:2 erzielte – verloren sie am Ende mit 2:3 gegen den späteren Deutschen Meister. Im Gegensatz zu seinem Bruder beendete er seine aktive Fußballerkarriere bereits im Jahr 1908.

## Erfolge
- Berliner Meister 1906